# Deutsche Badmintonmeisterschaft 2016
Die Deutschen Badmintonmeisterschaften 2016 fanden vom 4. Februar bis zum 7. Februar 2016 in Bielefeld statt. Austragungsort war die Seidensticker Halle. Es war die 64. Auflage der Titelkämpfe.

## Medaillengewinner
| Disziplin    | Gold                                                                  | Silber                                                             | Bronze                                                                 |
| ------------ | --------------------------------------------------------------------- | ------------------------------------------------------------------ | ---------------------------------------------------------------------- |
| Herreneinzel | Marc Zwiebler (1. BC Bischmisheim)                                    | Dieter Domke (1. BC Bischmisheim)                                  | Alexander Roovers (1. BV Mülheim)                                      |
| Herreneinzel | Marc Zwiebler (1. BC Bischmisheim)                                    | Dieter Domke (1. BC Bischmisheim)                                  | Lukas Schmidt (1. BC Bischmisheim)                                     |
| Dameneinzel  | Olga Konon (1. BC Bischmisheim)                                       | Luise Heim (1. BC Beuel)                                           | Yvonne Li (SC Union 08 Lüdinghausen)                                   |
| Dameneinzel  | Olga Konon (1. BC Bischmisheim)                                       | Luise Heim (1. BC Beuel)                                           | Fabienne Deprez (BV Gifhorn)                                           |
| Herrendoppel | Raphael Beck (1. BC Beuel) Peter Käsbauer (1. BC Bischmisheim)        | Mark Lamsfuß (1. BC Wipperfeld) Marvin Seidel (1. BC Bischmisheim) | Denis Nyenhuis (TV Refrath) Philipp Wachenfeld (FC Langenfeld)         |
| Herrendoppel | Raphael Beck (1. BC Beuel) Peter Käsbauer (1. BC Bischmisheim)        | Mark Lamsfuß (1. BC Wipperfeld) Marvin Seidel (1. BC Bischmisheim) | Fabian Holzer (TV Refrath) Johannes Pistorius (TSV 1906 Freystadt)     |
| Damendoppel  | Johanna Goliszewski (1. BV Mülheim) Carla Nelte (TV Refrath)          | Linda Efler (TV Emsdetten) Lara Käpplein (1. BV Mülheim)           | Annabella Jäger (TSV 1906 Freystadt) Julia Kunkel (TSV 1906 Freystadt) |
| Damendoppel  | Johanna Goliszewski (1. BV Mülheim) Carla Nelte (TV Refrath)          | Linda Efler (TV Emsdetten) Lara Käpplein (1. BV Mülheim)           | Isabel Herttrich (1. BC Bischmisheim) Inken Wienefeld (TV Emsdetten)   |
| Mixed        | Mark Lamsfuß (1. BC Wipperfeld) Isabel Herttrich (1. BC Bischmisheim) | Marc Zwiebler (1. BC Bischmisheim) Carla Nelte (TV Refrath)        | Richard Domke (TV Refrath) Kira Kattenbeck (SC Union 08 Lüdinghausen)  |
| Mixed        | Mark Lamsfuß (1. BC Wipperfeld) Isabel Herttrich (1. BC Bischmisheim) | Marc Zwiebler (1. BC Bischmisheim) Carla Nelte (TV Refrath)        | Marvin Seidel (1. BC Bischmisheim) Linda Efler (TV Emsdetten)          |

## Herreneinzel
- Marcus Decher – Mats Hukriede: 21-19 14-21 21-8
- Tim Specht – Ronald Huber: 11-21 21-15 21-17
- Alexander Mernke – Marc Schwenger: 21-15 21-23 21-10
- Philipp Discher – Benjamin Wahl: 21-13 21-12
- Steffen Hohenberg – Alexander Semrau: 21-18 12-21 21-17
- Patrick Beier – Simon Wang: 21-18 21-14
- Peter Lang – Gregory Schneider: 19-21 21-15 21-9
- Daniel Seifert – Niklas Niemczyk: 17-21 21-17 5-1 Aufgabe
- Alexander Schmitz – Matthias Deininger: 21-12 17-21 21-16
- Tobias Wadenka – Thorsten Kunkel: 21-8 21-6
- Tobias Mund:  - bye: w.o.
- Patrick Scheiel – Fabian Demtröder: 21-14 21-13
- Benjamin Wanhoff – Bennet Köhler: 21-7 21-16
- Robert Hinsche – Robert Georg: 10-21 21-11 25-23
- Pasquale Czeckay – Robert Franke: 21-16 13-21 21-17
- Lucas Bednorsch – Felix Hammes: 21-7 21-11
- Lukas Resch – Matthias Pröstler: 21-9 22-20
- Frank Juchim – Dominic Scherpen: 21-13 21-13
- David Kramer – Timo Kettner: 21-12 23-21
- Lin-Yu Oei – Alois Henke: 6-21 21-15 21-17
- David Peng – Florian Kaminski: 21-11 21-12
- Christopher Skrzeba – Hannes Gerberich: 21-18 20-22 21-18
- Julian Lohau:  - bye: w.o.
- Malte Laibacher – Tim Specht: 21-14 23-21
- Marc Zwiebler – Marcus Decher: 21-9 21-3
- Max Weißkirchen – Alexander Mernke: 21-8 21-15
- Philipp Discher – Steffen Hohenberg: 21-15 21-5
- Alexander Roovers – Patrick Beier: 21-9 21-15
- Peter Lang – Daniel Seifert: 21-17 21-17
- Patrick Kämnitz – Alexander Schmitz: 21-19 21-4
- Tobias Wadenka – Tobias Mund: 21-9 21-9
- Benjamin Wanhoff – Patrick Scheiel: 21-17 21-14
- Kai Schäfer – Robert Hinsche: 21-18 21-13
- Lucas Bednorsch – Pasquale Czeckay: 21-16 21-10
- Lukas Schmidt – Lukas Resch: 21-12 21-12
- David Kramer – Frank Juchim: 17-21 21-18 21-7
- Lars Schänzler – Lin-Yu Oei: 21-13 21-13
- David Peng – Christopher Skrzeba: 21-16 21-13
- Dieter Domke – Julian Lohau: 21-12 21-11
- Marc Zwiebler – Malte Laibacher: 21-10 21-14
- Max Weißkirchen – Philipp Discher: 21-8 21-10
- Alexander Roovers – Peter Lang: 23-21 17-21 21-8
- Patrick Kämnitz – Tobias Wadenka: 25-23 21-19
- Kai Schäfer – Benjamin Wanhoff: 21-13 21-14
- Lukas Schmidt – Lucas Bednorsch: 21-19 18-21 21-18
- Lars Schänzler – David Kramer: 21-7 21-11
- Dieter Domke – David Peng: 21-17 23-21
- Marc Zwiebler – Alexander Roovers: 21-9 21-10
- Dieter Domke – Lukas Schmidt: 21-13 21-13
- Alexander Roovers – Patrick Kämnitz: 21-11 21-10
- Lukas Schmidt – Kai Schäfer: 21-19 21-19
- Dieter Domke – Lars Schänzler: 21-14 21-14
- Marc Zwiebler – Max Weißkirchen: 21-6 21-12
- Marc Zwiebler – Dieter Domke: 21-18 21-16

## Dameneinzel
- Karina Büser:  - bye: w.o.
- Vanessa Seele – Janice Kaulitzky: 21-18 14-21 21-15
- Sonja Schlösser – Nina Ludwig: 21-13 14-21 21-19
- Katrin Schadlowski – Janine Büteröwe: 21-16 21-14
- Annika Horbach – Manja Oldhaver: 21-12 21-16
- Pinar Keskin – Vanessa Poyatos: 21-16 18-21 23-21
- Ann-Kathrin Spöri – Selina Weinzettel: 8-2 Aufgabe
- Lena Moses – Mona Konkolewski: w.o.
- Miranda Wilson – Diana Lamsfuß: 21-6 21-10
- Lisa Heidenreich – Melanie Gräßer: 21-10 21-18
- Stine Küspert – Michelle Deschle: 21-16 22-20
- Laura Müller – Brenda Fernardin: w.o.
- Sophie Steffen:  - bye: w.o.
- Alicia Molitor – Kerstin Wagner: 21-8 22-20
- Annalena Diks – Maxi Stelzer: 21-18 15-21 23-21
- Monika Weigert – Nadine Cordes: 15-21 21-10 21-15
- Annika Schreiber – Maike Pilgram: 21-7 21-13
- Maren Völkering – Annika Konder: 21-10 21-2
- Karin Kieffer – Julia Resch: 21-17 6-5 Aufgabe
- Olga Konon – Karina Büser: 21-9 21-9
- Lisa Baumgärtner – Vanessa Seele: 21-17 25-23
- Sonja Schlösser – Hannah Pohl: w.o.
- Annabella Jäger – Katrin Schadlowski: 21-11 21-13
- Yvonne Li – Annika Horbach: 21-15 21-14
- Nicole Bartsch – Pinar Keskin: 21-12 21-13
- Lisa Deichgräber – Ann-Kathrin Spöri: 17-21 21-11 21-15
- Miranda Wilson – Lena Moses: 21-13 21-15
- Lisa Heidenreich – Stine Küspert: 21-16 21-18
- Julia Kunkel – Laura Müller: 21-9 21-11
- Theresa Wurm – Sophie Steffen: 21-9 21-8
- Luise Heim – Alicia Molitor: 21-8 21-3
- Annalena Diks – Monika Weigert: 21-10 21-19
- Annika Schreiber – Sandra Emrich: w.o.
- Brid Stepper – Maren Völkering: 23-21 21-19
- Fabienne Deprez – Karin Kieffer: 21-7 21-12
- Luise Heim – Theresa Wurm: 21-19 21-15
- Annika Schreiber – Annalena Diks: 17-21 21-9 21-8
- Olga Konon – Lisa Baumgärtner: 21-3 21-6
- Annabella Jäger – Sonja Schlösser: 21-7 21-16
- Yvonne Li – Nicole Bartsch: 21-4 21-7
- Lisa Deichgräber – Miranda Wilson: 21-17 21-15
- Julia Kunkel – Lisa Heidenreich: 13-21 21-17 21-19
- Fabienne Deprez – Brid Stepper: 21-14 21-8
- Olga Konon – Yvonne Li: 21-12 21-9
- Luise Heim – Fabienne Deprez: 21-18 20-22 21-16
- Olga Konon – Annabella Jäger: 21-9 21-10
- Yvonne Li – Lisa Deichgräber: 21-17 21-18
- Luise Heim – Julia Kunkel: 21-17 21-15
- Fabienne Deprez – Annika Schreiber: 21-16 21-13
- Olga Konon – Luise Heim: 21-13 21-9

## Herrendoppel
- Jan Felix Matulat / Daniel Seifert – Leonard Heim / Christoph Mangstl: 21-14 21-13
- Patrick Scheiel / Hannes Gerberich – Jens Lamsfuß / Dominic Scherpen: 20-22 21-19 25-23
- Gregory Schneider / Steffen Hohenberg – Alexander Ohk / Wolf-Dieter Papendorf: 21-17 21-11
- Benjamin Wahl / David Kramer – Hauke Graalmann / Felix Hammes: 21-9 21-17
- Pascal Roth / Jens Kamburg:  – bye: w.o.
- Marcel Stechert / Lin-Yu Oei – Simon Böer / Alexander Buchwald: 21-15 21-17
- Peter Käsbauer / Raphael Beck – Fabian Demtröder / Robert Georg: 21-15 21-13
- Bastian Zimmermann / Karsten Lehmann – Bjarne Geiss / Jan Colin Völker: 22-24 21-12 21-18
- Patrick Beier / Lucas Bednorsch – Patrick Schäfers / Christopher Skrzeba: 21-17 21-18
- Niklas Niemczyk / Niclas Lohau – Jan Felix Matulat / Daniel Seifert: 21-12 21-17
- Nikolaj Persson / Richard Domke – Daniel Hess / Julian Voigt: 21-18 21-18
- Patrick Scheiel / Hannes Gerberich – Sebastian Gaag / Timo Kettner: 23-21 21-19
- Philipp Wachenfeld / Denis Nyenhuis – Thomas Nirschl / Marc Schwenger: 21-12 21-13
- Gregory Schneider / Steffen Hohenberg – Alexander Strehse / Jan Collin Strehse: 21-15 21-19
- Benjamin Wahl / David Kramer – Malte Laibacher / Alexander Schmitz: 21-17 16-21 21-15
- Mats Hukriede / Finn Torben Glomp – Lucas Böhnisch / Pasquale Czeckay: 21-10 21-14
- Pascal Roth / Jens Kamburg – Benjamin Lohmann / Janik Osthöver: 15-21 9-10 Aufgabe
- Johannes Pistorius / Fabian Holzer – Robert Hinsche / Daniel Porath: 21-15 21-18
- Thomas Legleitner / Peter Lang – Lin-Yu Oei / Marcel Stechert: 21-12 21-4
- Fabian Stoppel / Christian Bald – Daniel Benz / Christopher Fix: 21-18 18-21 21-19
- Tim Specht / Matthias Pröstler – Marcus Barsch / Rouven Schleifer: 21-14 22-20
- Marvin Seidel / Mark Lamsfuß – Florian Kaminski / Bennet Köhler: 21-6 21-10
- Peter Käsbauer / Raphael Beck – Karsten Lehmann / Bastian Zimmermann: 21-10 21-11
- Niklas Niemczyk / Niclas Lohau – Lucas Bednorsch / Patrick Beier: 21-12 16-21 21-12
- Nikolaj Persson / Richard Domke – Hannes Gerberich / Patrick Scheiel: 21-17 14-21 21-14
- Philipp Wachenfeld / Denis Nyenhuis – Steffen Hohenberg / Gregory Schneider: 21-18 21-18
- Benjamin Wahl / David Kramer – Finn Torben Glomp / Mats Hukriede: 21-13 18-21 25-23
- Johannes Pistorius / Fabian Holzer – Jens Kamburg / Pascal Roth: 21-14 21-13
- Thomas Legleitner / Peter Lang – Christian Bald / Fabian Stoppel: 21-13 21-19
- Marvin Seidel / Mark Lamsfuß – Matthias Pröstler / Tim Specht: 21-9 21-7
- Peter Käsbauer / Raphael Beck – Denis Nyenhuis / Philipp Wachenfeld: 21-16 18-21 21-11
- Marvin Seidel / Mark Lamsfuß – Fabian Holzer / Johannes Pistorius: 21-13 21-10
- Peter Käsbauer / Raphael Beck – Niclas Lohau / Niklas Niemczyk: 21-12 21-12
- Philipp Wachenfeld / Denis Nyenhuis – Richard Domke / Nikolaj Persson: 24-22 21-8
- Johannes Pistorius / Fabian Holzer – David Kramer / Benjamin Wahl: 21-17 23-21
- Marvin Seidel / Mark Lamsfuß – Peter Lang / Thomas Legleitner: 21-8 21-8
- Peter Käsbauer / Raphael Beck – Mark Lamsfuß / Marvin Seidel: 21-16 21-15

## Damendoppel
- Vanessa Poyatos / Carina Hingst – Pia Becher / Runa Plützer: 21-18 13-21 22-20
- Julia Kunkel / Annabella Jäger – Marie-Christin Kiehl / Annika Konder: 21-12 21-7
- Laura Riffelmann / Miriam Mantell – Michelle Deschle / Monika Weigert: 21-19 21-17
- Miranda Wilson / Ann-Kathrin Spöri:  – bye: w.o.
- Carla Nelte / Johanna Goliszewski – Karin Kieffer / Kerstin Wagner: 21-2 21-5
- Annika Schreiber / Judith Petrikowski – Alicia Molitor / Katrin Schadlowski: 21-12 21-9
- Eva Janssens / Barbara Bellenberg – Theresa Ebertz / Annerike Hegemann: 21-11 21-15
- Stine Küspert / Annalena Diks – Carina Hingst / Vanessa Poyatos: 21-14 21-13
- Janice Kaulitzky / Sara Janssens – Ramona Hacks / Annika Horbach: 21-14 15-21 21-18
- Franziska Weiner / Maren Völkering – Melanie Hellhorst / Dana Kaufhold: 21-23 21-16 21-19
- Sonja Schlösser / Lisa Deichgräber – Kira Kattenbeck / Fabienne Köhler: 21-17 17-21 21-13
- Julia Kunkel / Annabella Jäger – Michelle Antony / Nina Ludwig: 21-7 21-4
- Alexandra Schmedtje / Beke Recht – Miriam Mantell / Laura Riffelmann: 23-21 21-17
- Brid Stepper / Vanessa Seele – Lisa Kaminski / Hannah Pohl: w.o.
- Theresa Wurm / Mona Konkolewski – Nadine Ehlenbröker / Kira Weddemar: 21-13 21-13
- Inken Wienefeld / Isabel Herttrich – Karina Büser / Denise Winter: 21-14 21-7
- Lea-Lyn Stremlau / Marie Schweitzer – Ann-Kathrin Spöri / Miranda Wilson: 19-21 21-15 21-15
- Jana Bühl / Lisa Baumgärtner – Jennifer Karnott / Franziska Volkmann: 14-21 21-19 21-17
- Jessica Röthel / Linda Hartjes – Nicole Bartsch / Maxi Stelzer: 21-9 15-21 21-14
- Lara Käpplein / Linda Efler – Anja Buchert / Laura Gredner: 21-9 21-8
- Carla Nelte / Johanna Goliszewski – Judith Petrikowski / Annika Schreiber: 21-11 21-8
- Eva Janssens / Barbara Bellenberg – Annalena Diks / Stine Küspert: 21-12 21-10
- Janice Kaulitzky / Sara Janssens – Maren Völkering / Franziska Weiner: 18-21 21-19 21-19
- Julia Kunkel / Annabella Jäger – Lisa Deichgräber / Sonja Schlösser: 21-9 21-11
- Alexandra Schmedtje / Beke Recht – Vanessa Seele / Brid Stepper: 21-16 21-5
- Inken Wienefeld / Isabel Herttrich – Mona Konkolewski / Theresa Wurm: 21-11 21-18
- Jana Bühl / Lisa Baumgärtner – Marie Schweitzer / Lea-Lyn Stremlau: 21-11 21-17
- Lara Käpplein / Linda Efler – Linda Hartjes / Jessica Röthel: 21-4 21-13
- Carla Nelte / Johanna Goliszewski – Annabella Jäger / Julia Kunkel: 21-14 21-10
- Lara Käpplein / Linda Efler – Isabel Herttrich / Inken Wienefeld: 21-18 21-17
- Carla Nelte / Johanna Goliszewski – Barbara Bellenberg / Eva Janssens: 21-13 21-7
- Julia Kunkel / Annabella Jäger – Sara Janssens / Janice Kaulitzky: 21-19 21-14
- Inken Wienefeld / Isabel Herttrich – Beke Recht / Alexandra Schmedtje: 21-13 21-8
- Lara Käpplein / Linda Efler – Lisa Baumgärtner / Jana Bühl: 21-10 21-12
- Carla Nelte / Johanna Goliszewski – Linda Efler / Lara Käpplein: 21-6 21-13
- Vanessa Poyatos / Carina Hingst – Pia Becher / Runa Plützer: 21-18 13-21 22-20
- Julia Kunkel / Annabella Jäger – Marie-Christin Kiehl / Annika Konder: 21-12 21-7
- Laura Riffelmann / Miriam Mantell – Michelle Deschle / Monika Weigert: 21-19 21-17
- Miranda Wilson / Ann-Kathrin Spöri:  – bye: w.o.
- Carla Nelte / Johanna Goliszewski – Karin Kieffer / Kerstin Wagner: 21-2 21-5
- Annika Schreiber / Judith Petrikowski – Alicia Molitor / Katrin Schadlowski: 21-12 21-9
- Eva Janssens / Barbara Bellenberg – Theresa Ebertz / Annerike Hegemann: 21-11 21-15
- Stine Küspert / Annalena Diks – Carina Hingst / Vanessa Poyatos: 21-14 21-13
- Janice Kaulitzky / Sara Janssens – Ramona Hacks / Annika Horbach: 21-14 15-21 21-18
- Franziska Weiner / Maren Völkering – Melanie Hellhorst / Dana Kaufhold: 21-23 21-16 21-19
- Sonja Schlösser / Lisa Deichgräber – Kira Kattenbeck / Fabienne Köhler: 21-17 17-21 21-13
- Julia Kunkel / Annabella Jäger – Michelle Antony / Nina Ludwig: 21-7 21-4
- Alexandra Schmedtje / Beke Recht – Miriam Mantell / Laura Riffelmann: 23-21 21-17
- Brid Stepper / Vanessa Seele – Lisa Kaminski / Hannah Pohl: w.o.
- Theresa Wurm / Mona Konkolewski – Nadine Ehlenbröker / Kira Weddemar: 21-13 21-13
- Inken Wienefeld / Isabel Herttrich – Karina Büser / Denise Winter: 21-14 21-7
- Lea-Lyn Stremlau / Marie Schweitzer – Ann-Kathrin Spöri / Miranda Wilson: 19-21 21-15 21-15
- Jana Bühl / Lisa Baumgärtner – Jennifer Karnott / Franziska Volkmann: 14-21 21-19 21-17
- Jessica Röthel / Linda Hartjes – Nicole Bartsch / Maxi Stelzer: 21-9 15-21 21-14
- Lara Käpplein / Linda Efler – Anja Buchert / Laura Gredner: 21-9 21-8
- Carla Nelte / Johanna Goliszewski – Judith Petrikowski / Annika Schreiber: 21-11 21-8
- Eva Janssens / Barbara Bellenberg – Annalena Diks / Stine Küspert: 21-12 21-10
- Janice Kaulitzky / Sara Janssens – Maren Völkering / Franziska Weiner: 18-21 21-19 21-19
- Julia Kunkel / Annabella Jäger – Lisa Deichgräber / Sonja Schlösser: 21-9 21-11
- Alexandra Schmedtje / Beke Recht – Vanessa Seele / Brid Stepper: 21-16 21-5
- Inken Wienefeld / Isabel Herttrich – Mona Konkolewski / Theresa Wurm: 21-11 21-18
- Jana Bühl / Lisa Baumgärtner – Marie Schweitzer / Lea-Lyn Stremlau: 21-11 21-17
- Lara Käpplein / Linda Efler – Linda Hartjes / Jessica Röthel: 21-4 21-13
- Carla Nelte / Johanna Goliszewski – Annabella Jäger / Julia Kunkel: 21-14 21-10
- Lara Käpplein / Linda Efler – Isabel Herttrich / Inken Wienefeld: 21-18 21-17
- Carla Nelte / Johanna Goliszewski – Barbara Bellenberg / Eva Janssens: 21-13 21-7
- Julia Kunkel / Annabella Jäger – Sara Janssens / Janice Kaulitzky: 21-19 21-14
- Inken Wienefeld / Isabel Herttrich – Beke Recht / Alexandra Schmedtje: 21-13 21-8
- Lara Käpplein / Linda Efler – Lisa Baumgärtner / Jana Bühl: 21-10 21-12
- Carla Nelte / Johanna Goliszewski – Linda Efler / Lara Käpplein: 21-6 21-13

## Mixed
- Daniel Porath / Sonja Schlösser – Oliver Schmidt / Angela Giebmanns: 21-11 13-21 21-12
- Jan Colin Völker / Runa Plützer – Ronald Huber / Monika Weigert: 21-16 21-13
- Julian Voigt / Judith Petrikowski:  – bye: w.o.
- Peter Lang / Theresa Wurm – Fabian Disic / Melanie Gräßer: 21-12 21-14
- Alexander Semrau / Carina Hingst – Gregory Schneider / Janice Kaulitzky: 21-17 12-21 21-16
- Lucas Gredner / Laura Gredner – David Stremlau / Nadine Ehlenbröker: 21-10 22-20
- Lucas Böhnisch / Julia Kunkel – Jan Felix Matulat / Stine Küspert: 21-16 21-13
- Robert Franke / Kerstin Wagner – Timo Kettner / Michelle Deschle: 21-15 21-15
- Alexander Schmitz / Inken Wienefeld – Bjarne Geiss / Yvonne Li: 23-21 21-19
- Philipp Salow / Nadine Cordes – Christoph Mangstl / Vanessa Poyatos: 21-10 21-18
- Christian Bald / Sara Janssens – Lukas Resch / Miranda Wilson: 21-14 21-16
- Daniel Benz / Annika Horbach – Bastian Zimmermann / Anja Buchert: 23-21 21-9
- Hauke Graalmann / Annika Schreiber:  – bye: w.o.
- Karsten Lehmann / Jana Bühl – Fabian Demtröder / Nina Ludwig: 21-18 19-21 21-19
- Benjamin Wahl / Karin Kieffer – Julian Lohau / Lea-Lyn Stremlau: 21-23 21-10 21-16
- Jens Lamsfuß / Brid Stepper – Thilo Mund / Hannah Pohl: 12-21 21-18 21-14
- Fabian Holzer / Barbara Bellenberg – Alexander Strehse / Katrin Schadlowski: 21-19 21-13
- Matthias Deininger / Lisa Heidenreich – Alois Henke / Nicole Bartsch: 21-16 21-14
- Lin-Yu Oei / Lisa Baumgärtner – David Kramer / Vanessa Seele: 13-21 22-20 21-15
- Daniel Hess / Annabella Jäger – Christopher Fix / Mona Konkolewski: 21-14 13-21 21-16
- Mark Lamsfuß / Isabel Herttrich – Daniel Porath / Sonja Schlösser: 21-9 21-13
- Malte Laibacher / Lisa Kaminski – Jan Colin Völker / Runa Plützer: 21-18 23-21
- Johannes Pistorius / Eva Janssens – Julian Voigt / Judith Petrikowski: 21-13 21-19
- Peter Lang / Theresa Wurm – Alexander Semrau / Carina Hingst: 21-16 21-19
- Peter Käsbauer / Franziska Volkmann – Lucas Gredner / Laura Gredner: 21-11 21-15
- Fabian Stoppel / Laura Riffelmann – Lucas Böhnisch / Julia Kunkel: 21-18 14-21 21-17
- Richard Domke / Kira Kattenbeck – Robert Franke / Kerstin Wagner: 21-11 21-12
- Philipp Salow / Nadine Cordes – Alexander Schmitz / Inken Wienefeld: 21-19 22-20
- Daniel Benz / Annika Horbach – Christian Bald / Sara Janssens: 21-18 21-14
- Raphael Beck / Jennifer Karnott – Hauke Graalmann / Annika Schreiber: 21-16 21-15
- Karsten Lehmann / Jana Bühl – Denis Nyenhuis / Lara Käpplein: w.o.
- Marc Zwiebler / Carla Nelte – Benjamin Wahl / Karin Kieffer: 21-15 21-4
- Fabian Holzer / Barbara Bellenberg – Jens Lamsfuß / Brid Stepper: 21-11 21-17
- Philipp Wachenfeld / Fabienne Köhler – Matthias Deininger / Lisa Heidenreich: 21-19 23-21
- Niclas Lohau / Jessica Röthel – Lin-Yu Oei / Lisa Baumgärtner: 21-18 15-21 21-16
- Marvin Seidel / Linda Efler – Daniel Hess / Annabella Jäger: 21-9 21-11
- Mark Lamsfuß / Isabel Herttrich – Malte Laibacher / Lisa Kaminski: 21-6 21-10
- Peter Lang / Theresa Wurm – Johannes Pistorius / Eva Janssens: 21-17 21-17
- Peter Käsbauer / Franziska Volkmann – Fabian Stoppel / Laura Riffelmann: 21-10 18-21 21-13
- Richard Domke / Kira Kattenbeck – Philipp Salow / Nadine Cordes: 21-14 21-19
- Daniel Benz / Annika Horbach – Raphael Beck / Jennifer Karnott: 21-17 23-21
- Marc Zwiebler / Carla Nelte – Karsten Lehmann / Jana Bühl: 21-12 21-11
- Fabian Holzer / Barbara Bellenberg – Philipp Wachenfeld / Fabienne Köhler: 21-16 12-21 24-22
- Marvin Seidel / Linda Efler – Niclas Lohau / Jessica Röthel: 21-9 21-11
- Mark Lamsfuß / Isabel Herttrich – Richard Domke / Kira Kattenbeck: 21-11 21-18
- Marc Zwiebler / Carla Nelte – Marvin Seidel / Linda Efler: 21-14 19-21 21-17
- Marc Zwiebler / Carla Nelte – Daniel Benz / Annika Horbach: 21-13 21-14
- Mark Lamsfuß / Isabel Herttrich – Peter Lang / Theresa Wurm: 21-11 21-16
- Richard Domke / Kira Kattenbeck – Peter Käsbauer / Franziska Volkmann: 17-21 21-19 21-12
- Marvin Seidel / Linda Efler – Fabian Holzer / Barbara Bellenberg: 21-14 21-17
- Mark Lamsfuß / Isabel Herttrich – Marc Zwiebler / Carla Nelte: 21-15 21-13